# Фонтан з лелеками та жабками (Хмельницький)

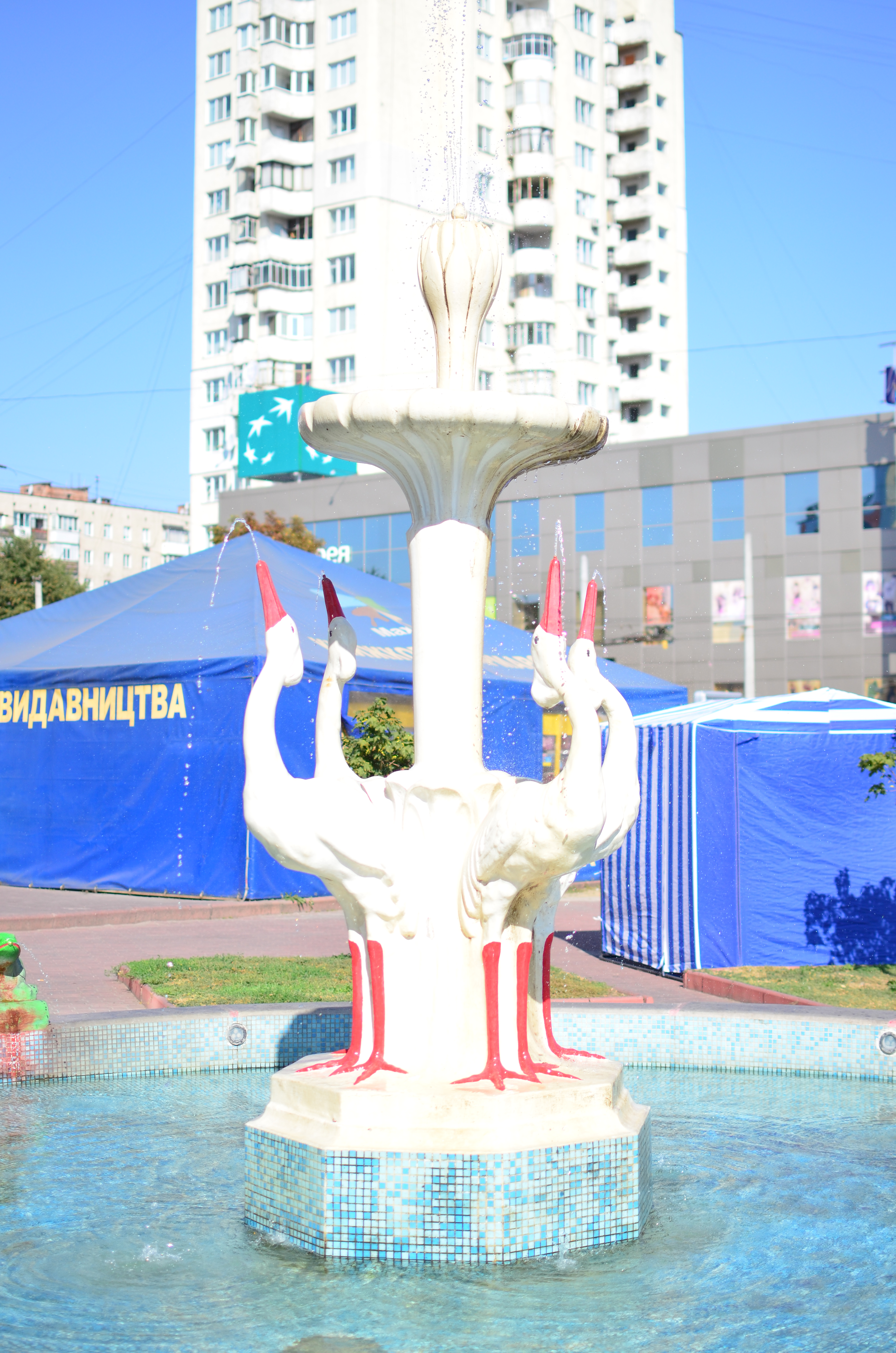
2016 р.

Фонтан з лелеками та жабками — споруда з пристроєм для подавання води у центрі Хмельницького. Вона розташована поблизу торгового центру «Дитячий світ» вулицею Проскурівською, 4/3.

## Історія
На початку вулиці Проскурівської у 1950-х роках відбулося будівництво універмагу, який у кінці XX- на початку XXI століття став відомий у місті під назвою «Дитячий світ». Для облаштування території біля універмагу був закладений сквер. 1956 року на території скверу побудували фонтан, головними архітектурними елементами якого стали жабенята та лелеки. Фонтан у сквері в центрі міста став одним з місць культурного відпочинку для хмельничан.
Станом на 2013 рік були проведені реставраційні роботи, що покращили стан об'єкту — до цього він певну кількість років не працював. 2013 року фонтан із лелеками та жабенятами був переданий на баланс міського підприємства з утримання нежитлових приміщень комунальної власності.
Ремонтні роботи складалися з такого обсягу робіт: заміни старих труб, встановлення насосної станції, ліквідації протікань, встановлення засобів для механічного та хімічного очищення та знезараження води, оновлення зовнішнього вигляду скульптурних елементів — лелек та жабок, ремонт чаші фонтану. Реставраційні та ремонтні роботи коштували 130—140 тис. грн. Здійснені зміни дозволили забезпечити роботу фонтану в економ-режимі.

## Опис
Чаша, що декорована мозаїкою, вміщує 7 кубічних метрів води. Робота фонтану відбувається у замкнутому циклі, вода циркулює по чаші фонтану. Підсвітка працює з 20:00 по 23:00 годину. Серед скульптурних елементів фонтану: 4 жабки та 4 лелеки.